# (35778) 1999 JL16
1999 JL16 (asteroide 35778) é um asteroide da cintura principal. Possui uma excentricidade de 0.07137630 e uma inclinação de 5.93027º.
Este asteroide foi descoberto no dia 15 de maio de 1999 por Spacewatch em Kitt Peak.